# Rožično
Rožično – wieś w Słowenii, w gminie Kamnik. W 2018 roku liczyła 131 mieszkańców.